# HD33321
HD33321 є хімічно пекулярною зорею спектрального класу
A4 й має видиму зоряну величину в смузі V приблизно  8,8.